# Sara Ramírez (tafeltennisser)
Sara Ramírez Bermúdez (Ripollet, 4 september 1987) is een Spaans voormalig professioneel tafeltennisster. Zij speelt rechtshandig met de shakehandgreep.
Namens Spanje nam zij deel aan de Olympische Zomerspelen 2012 maar won daarbij geen medailles.

## Belangrijkste resultaten
- Brons in het vrouwen dubbelspel op de Europese kampioenschappen 2013 met Shen Yanfei.